# Wierchmłynne (przełęcz)
Wierchmłynne (732 m), Wierch Młynne – przełęcz w Gorcach. Znajduje się w długim, wschodnim grzbiecie Gorca, który poprzez Tokarkę, Wierch Lelonek, przełęcz Wierchmłynne, Zdzar, Bystrą, Konia, Goły Wierch, Kopiec, Tworogi i Tylmanowską Górę ciągnie się aż do Dunajca. Grzbietem tym biegnie dział wodny między rzekami Ochotnica i Kamienica. Przez przełęcz Wierchmłynne biegnie także granica między miejscowością Zasadne w powiecie limanowskim, a sołectwem Młynne należącym do Ochotnicy Dolnej w powiecie nowotarskim. Północne stoki spod przełęczy opadają do doliny Potoku Zasadnego, południowe do doliny potoku Młynne. Nieco po południowej stronie przełęczy znajduje się stylowa kapliczka i należące do Młynnego osiedle Wierchmłynne.
Na przełęczy Wierchmłynne znajduje się duża polana Cyrla, a na niej parking samochodowy. Przez przełęcz prowadzi droga łącząca Ochotnicę Dolną z Kamienicą. W 2015 r. na przełęczy zamontowano tablice informacyjne oraz wiatę dla turystów. Od przełęczy na szczyt Gorca wykonano nową drogę o szerokości 3 m. Niezbędna była do transportu materiałów na budowę wieży widokowej na Gorcu. Ma służyć także rowerzystom i narciarzom, dla których wyznakowano nowe szlaki.

## Szlaki turystyczne
pieszy: Wierchmłynne – Do Jacka – Lelonek – polana Tokarka – Bystrzaniec – Wierch Bystrzaniec – Gorc – polana Gorc Kamienicki.
 rowerowy, narciarski: Tylmanowa (Rzeka) – Buciory – Tworogi – Goły Wierch – Koń – Bystra – Zdzar – przełęcz Wierchmłynne – Lelonek – polana Tokarka – Gorc Młynieński – Gorc.

## Przypisy

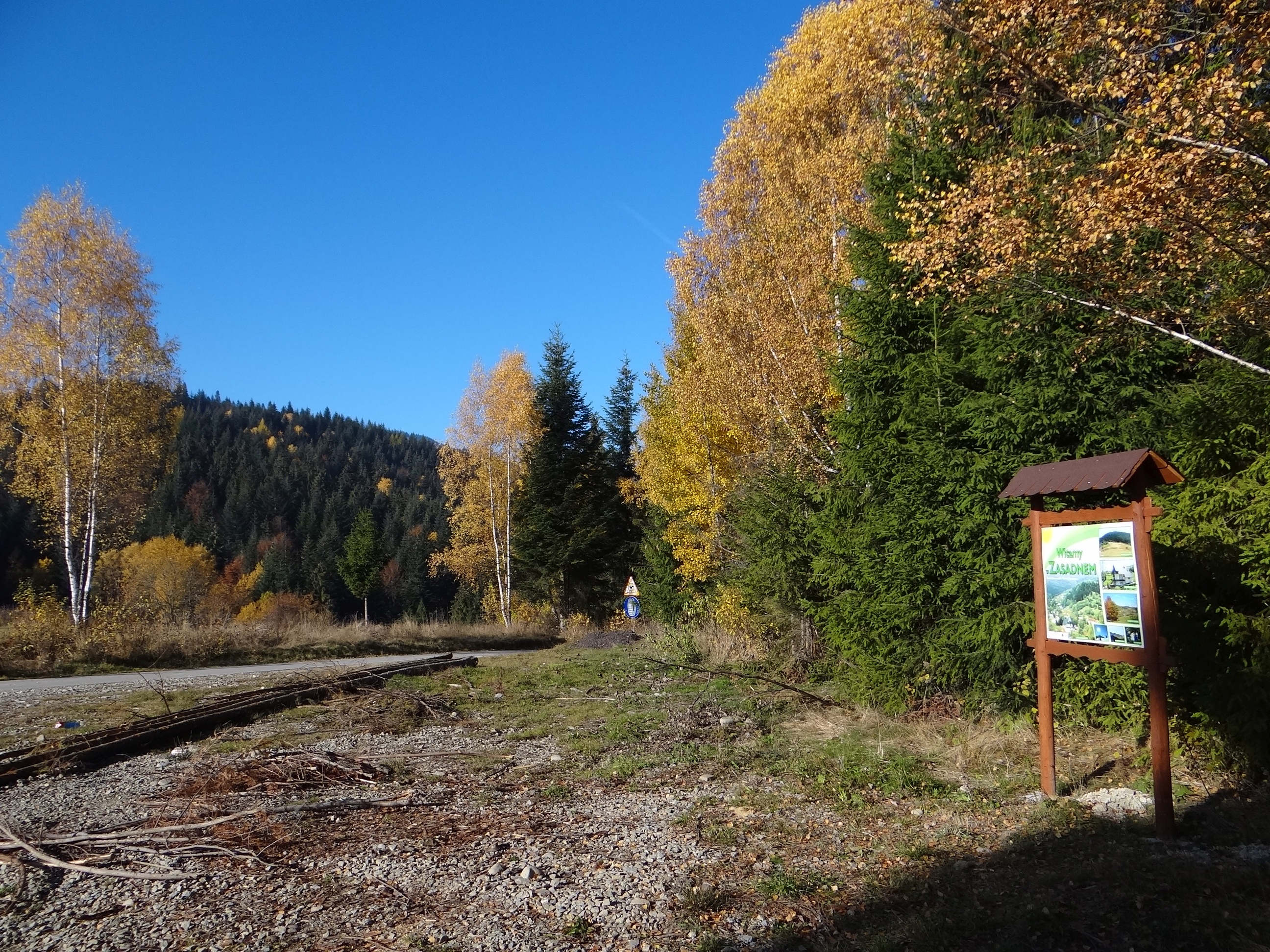
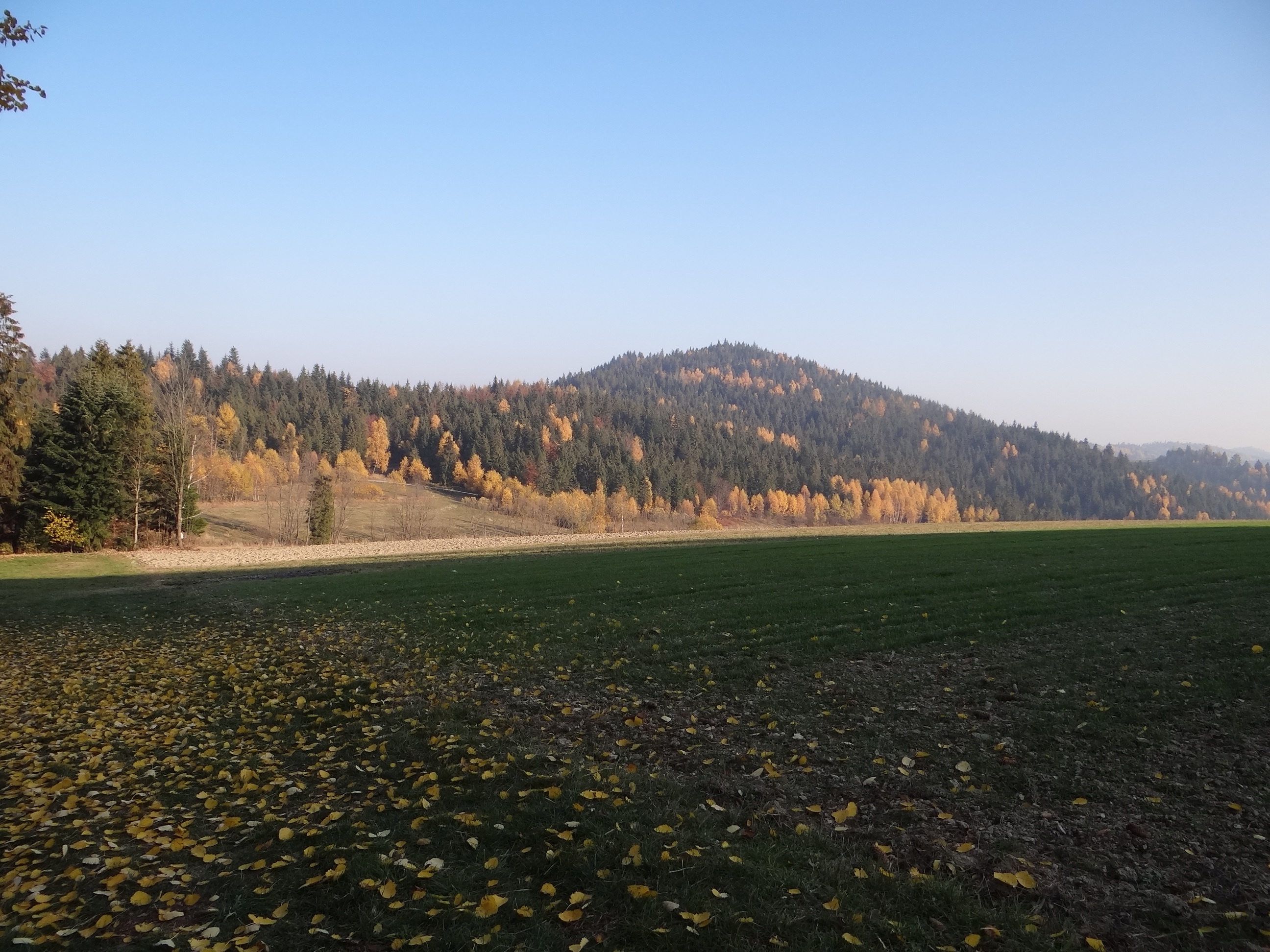
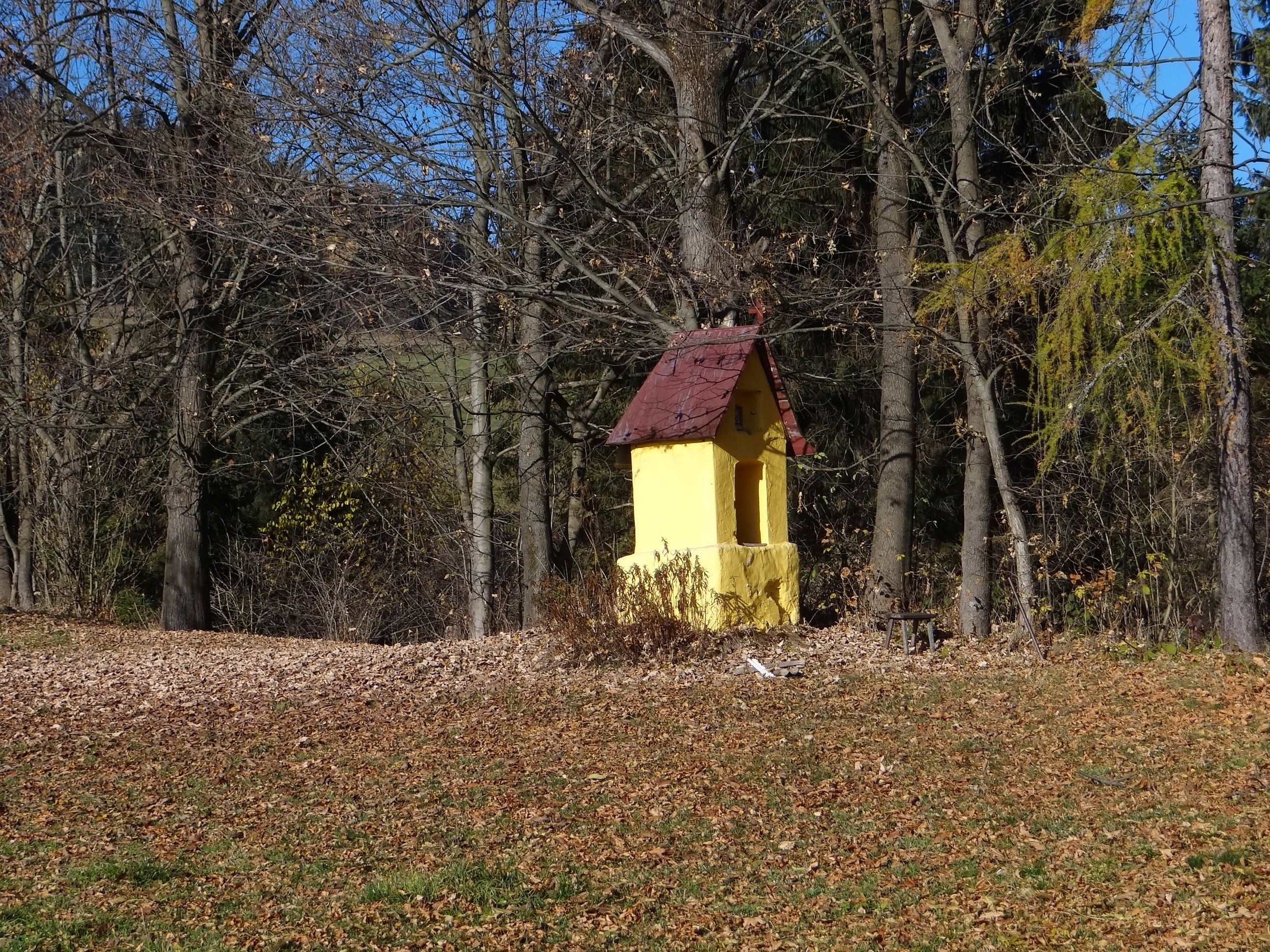
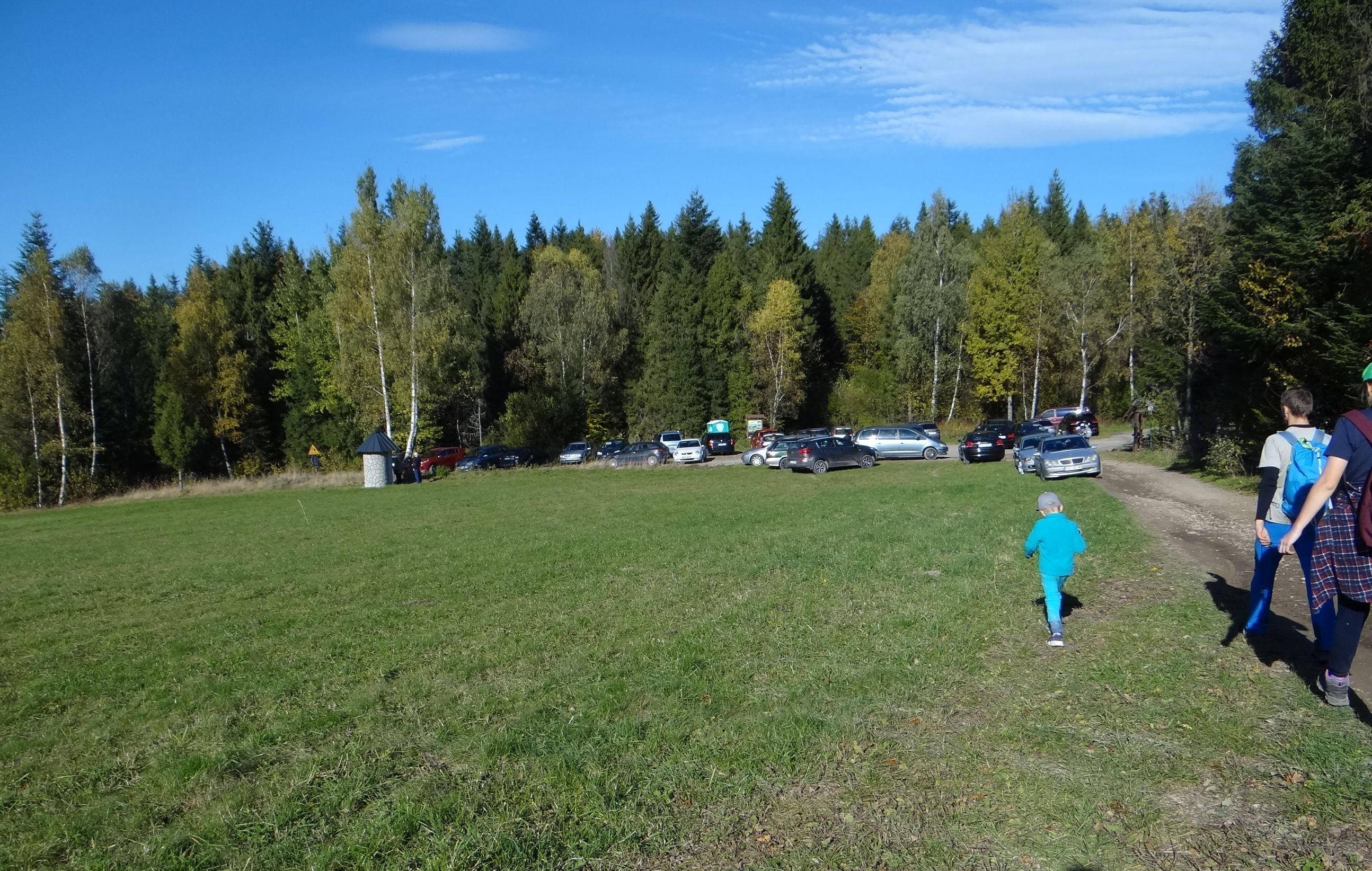